# 6598 Модуньо
6598 Модуньо (6598 Modugno) — астероїд головного поясу, відкритий 13 лютого 1988 року.
Тіссеранів параметр щодо Юпітера — 3,305.